# Marcus Dornblüth

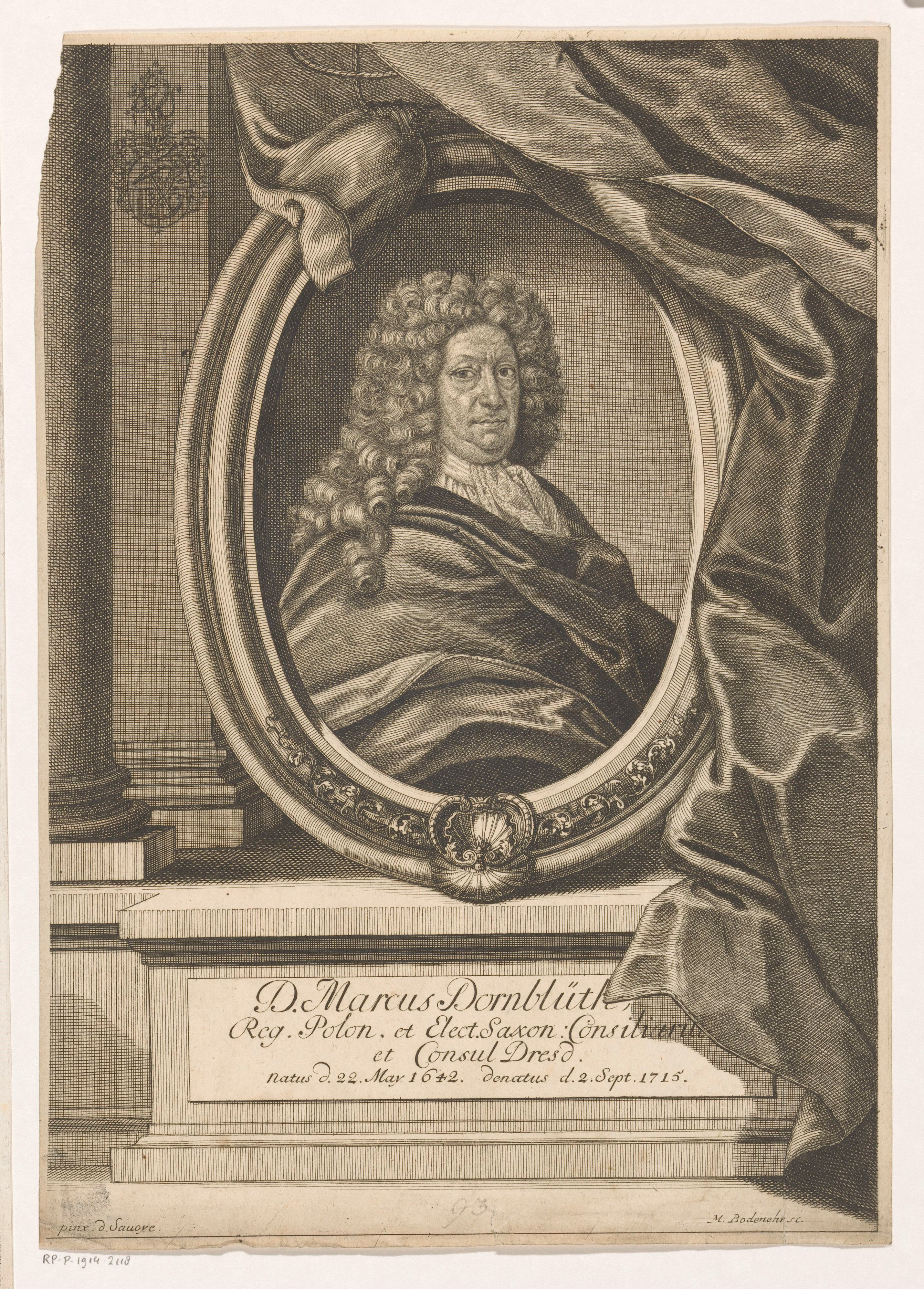
Marcus Dornblüth etwa 1710

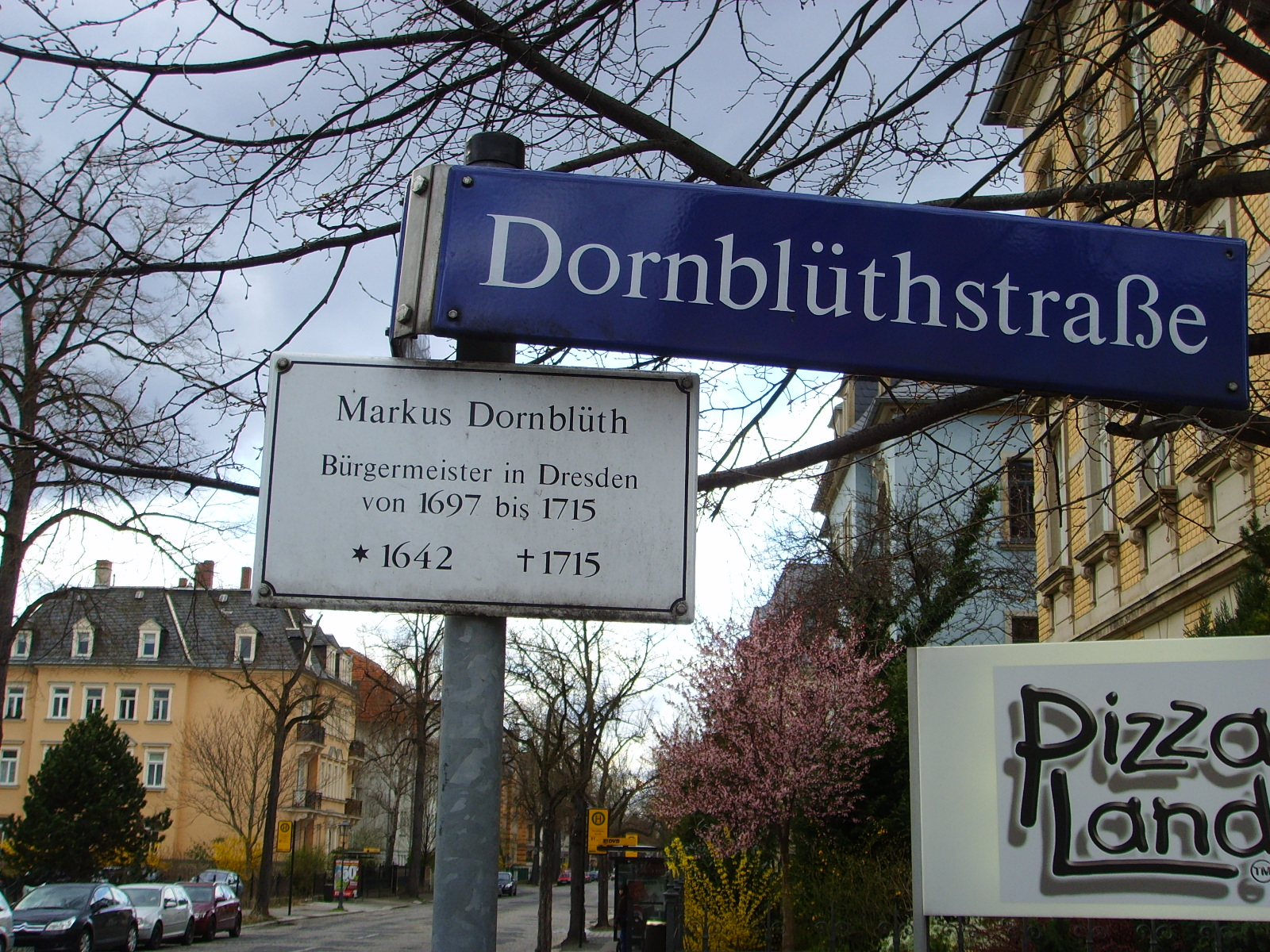
Nach Bürgermeister Dornblüth benannte Straße in Dresden

Marcus Dornblüth (* 22. Mai 1642 in Großenhain; † 2. September 1715 in Dresden) war ein Dresdner Bürgermeister.
Dornblüth wurde als Sohn eines Großenhainer Kaufmanns und Stadtrichters geboren. Nach dem Besuch der Kreuzschule in Dresden und der Fürstenschule in Pforta studierte er Rechtswissenschaften. Nach Tätigkeiten als Hauslehrer in Dresden und Anwalt in Leipzig siedelte er 1676 nach Dresden um. 1677 wurde Dornblüth durch Betreiben seines Gönners des Geheimen Rats Gotthelf Friedrich von Schönberg Ratsherr. Kurfürst Johann Georg II. übertrug ihm das Amt des Steuerprokurators des Meißnischen und Erzgebirgskreis. 1689 bekam Dornblüth vom Dresdner Stadtrat das Amt des Stadtrichters und des Inspektors der Kreuzschule übertragen. 1697 wurde Dornblüth zum Bürgermeister Dresdens gewählt. Im selben Jahr wurde er auch zum Kurfürstlichen Rat ernannt, bei Kurfürst August dem Starken stand er in hoher Gunst. Das Amt des Bürgermeisters bekam er achtmal übertragen und hatte es bis zu seinem Tod inne.
Seit 1893 ist im Dresdner Stadtteil Striesen eine Straße nach Dornblüth benannt.